# لغة كونغو
كيكونغو أو كونغو هي إحدى لغات البانتو التي يتحدث بها شعب كونغو وندوندو الذين يعيشون في الغابات الاستوائية في جمهورية الكونغو الديمقراطية وجمهورية الكونغو وأنغولا. إنها لغة نغمية. تحدث بها العديد من الذين أخذوا من المنطقة وباعوا كعبيد في الأمريكتين. لهذا السبب، في حين لا يزال يتم التحدث بالكونغو في البلدان المذكورة أعلاه، توجد أشكال كريولية للغة في خطاب طقوس الديانات الأفرو-أمريكية. ويعيش الغالبية العظمى من المتحدثين اليوم في إفريقيا. هناك ما يقرب من سبعة ملايين من المتحدثين الأصليين للكونغو، وربما مليونين آخرين يستخدمونها كلغة ثانية.

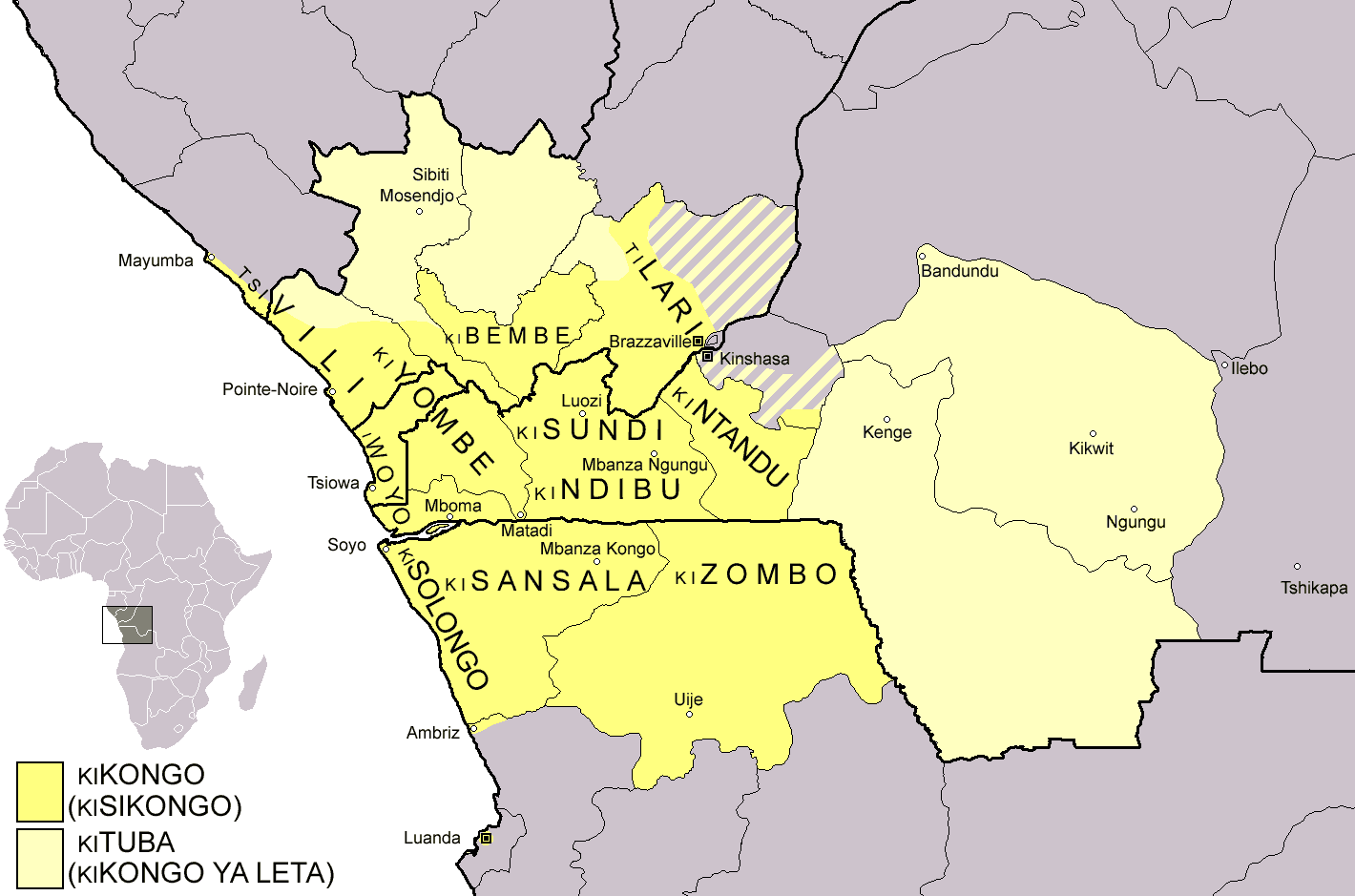
خريطة للمنطقة التي يتم فيها التحدث بلغة كونغو وكيتوبا كلغة مشتركة

كيكونغو هي قاعدة الكريول المستخدمة في جميع أنحاء المنطقة: كيتوبا، وتسمى أيضًا كيكونغو دي وأيضًا باللغة الفرنسية. يستخدم دستور جمهورية الكونغو الاسم كيتوبا، ويستخدم اسم جمهورية الكونغو الديمقراطية مصطلح كيكونغو، حتى لو تم استخدام كيتوبا في الإدارة.

## القواعد

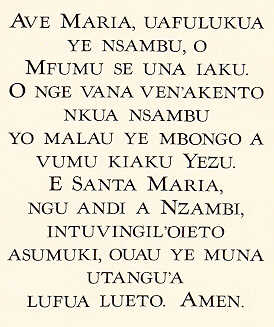
السلام عليك يا مريم في كيكونغو.

في الوقت الحالي، لا توجد قواعد تهجئة معيارية للكيكونغو، مع استخدامات متنوعة في الأدب المكتوب.
كانت لغة كونغو أول لغة من لغات البانتو التي كانت ملتزمة بالكتابة بالحروف اللاتينية وأيضًا لها أقدم قاموس لأي لغة من لغات البانتو. تم إنتاج التعليم المسيحي تحت سلطة ديوغو جوميز، ولكن لا توجد نسخة منه اليوم.
في عام 1624، قام ماتيوس كاردوسو، بتحرير ونشر ترجمة كونغو للتعليم المسيحي البرتغالي لماركوس خورخي. تخبرنا المقدمة أن الترجمة تمت من قبل مدرسين كونغو من ساو سلفادور وربما كانت جزئيًا من عمل فيليكس دو إسبريتو سانتو.
تمت كتابة القاموس في حوالي عام 1648 لاستخدام المبشرين الكبوشيين وكان المؤلف الرئيسي هو مانويل روبريدو، وهو كاهن علماني من كونغو. توجد في الجزء الخلفي من هذا القاموس خطبة من صفحتين مكتوبة بلغة كونغو فقط. يحتوي القاموس على حوالي 10000 كلمة.
تم إنشاء قواميس إضافية من قبل المبشرين الفرنسيين إلى ساحل قرونجو في ثمانينيات القرن الثامن عشر، ايضًا نشر برناردو دا كانيكاتيم قائمة كلمات.
طور المبشرون المعمدانيون قواعد تهجئة حديثة للغة.
نُشر قاموس هولمان بنتلي معجم وقواعد لغة كونغو في عام 1887.أعطى بنتلي الفضل لنليمفو، ووصف «الأساليب التي استخدمها لتجميع القاموس، والتي تضمنت فرز وتصحيح 25000 قصاصة من الورق تحتوي على كلمات وتعريفاتها». أنتج دبليو هولمان بنتلي بمساعدة خاصة من جواو ليمفو الكتاب المقدس المسيحي الكامل في عام 1905.

## التصنيف اللغوي
ينتمي كيكونغو إلى عائلة لغة البانتو.
وفقًا لمالكولم جوثري، فإن كيكونغو موجودة في المجموعة اللغوية H10 ، لغات الكونغو. اللغات الأخرى في نفس المجموعة تشمل بيمبي (H11). يعتبر 16علم الأعراق أن (H14)ندينغي و (H15) كلغات للكونغو، على الرغم من أنه يقر بأنها قد تكون لغات مختلفة.
وفقًا لتصنيف بستن وكوبيز ورجل (تيرفورين) وهو أحدث وأكثر دقة من تصنيف غوثري في كيكونغو، فإن اللغة لها اللهجات التالية:
- مجموعة Kikongo H16
  - جنوب كيكونغو H16a
  - وسط كيكونغو H16b
  - Yombe (وتسمى أيضًا Kiyombe) H16c
  - Fiote H16d
  - غرب كيكونغو H16d
  - Bwende H16e
  - لاري H16f
  - Kikongo الشرقية H16g
  - جنوب شرق كيكونغو H16h

## علم الأصوات
|                           | شفوي        | شفوي          | تاجي    | تاجي    | ظهري    | ظهري         |
| ------------------------- | ----------- | ------------- | ------- | ------- | ------- | ------------ |
| الأنف                     |             | م ‎/m/‏         |         | ن ‎/n/‏   |         | نانوغرام ‎/ŋ/‏ |
| (قبل الأنف) <br/> انفجاري | النائب ‎/ᵐp/‏ | ميغابايت ‎/ᵐb/‏ | NT ‎/ⁿt/‏ | nd ‎/ⁿd/‏ | nk ‎/ᵑk/‏ |              |
| (قبل الأنف) <br/> انفجاري | ع ‎/p/‏       | ب ‎/b/‏         | ر ‎/t/‏   | د ‎/d/‏   | ك ‎/k/‏   |              |
| (قبل الأنف) <br/> احتكاكي | MF ‎/ᶬf/‏     | م ‎/ᶬv/‏        | ns ‎/ⁿs/‏ | nz ‎/ⁿz/‏ |         |              |
| (قبل الأنف) <br/> احتكاكي | و ‎/f/‏       | ت ‎/v/‏         | ق ‎/s/‏   | ض ‎/z/‏   |         |              |
| تقريبي                    |             | ث ‎/w/‏         |         | لتر ‎/l/‏ |         | ص ‎/j/‏        |

|       | أمامي   | عودة  |
| ----- | ------- | ----- |
| عالي  | أنا ‎/i/‏ | ش ‎/u/‏ |
| منتصف | هـ ‎/e/‏  | س ‎/o/‏ |
| منخفض | أ ‎/a/‏   | أ ‎/a/‏ |

يحتوي / م / و / ن / أيضًا على متغيرات مقطعية، وتتناقض مع الحروف الساكنة السابقة.

## الكلمات الإنجليزية من أصل كونغو
- تأتي الكلمة الإنجليزية الأمريكية الجنوبية "goober"، وتعني الفول السوداني، من Kongo nguba.[1]
- كلمة زومبي
- إن كلمة funk ، أو funky ، في الموسيقى الشعبية الأمريكية لها أصلها، كما يقول البعض، في كلمة Kongo Lu-fuki.[2]
- يأتي اسم مامبو الرقص الكوبي من كلمة بانتو تعني «محادثة مع الآلهة».

أيضًا، فإن السفينة الدوارة كومبا في حدائق بوش ، فلوريدا حصلت على اسمها من كلمة كونغو التي تعني «الزئير».

## التواجد في الأمريكتين
يتحدث العديد من العبيد الأفارقة الذين تم نقلهم في تجارة الرقيق عبر المحيط الأطلسي لغة الكونغو، ويمكن رؤية تأثيرها في العديد من لغات الكريول في الشتات، مثل بالينكويرو/هابلا كونغو /هابلا بانتو (اللغة الليتورجية) ولغة ساراماكان في سورينام والكريولية الهايتية.

## الأدب
في عام 2018, تم ترشيح كتاب (نيلسون روليهلاهلا مانديلا: مباندو يا لوزينغو بقلم بروتالس يومبل)الذي كتبه بلغة كيكونغو.

## روابط خارجية
- صفحة PanAfrican L10n على Kongo
- Bentley، William Holman (1887). Dictionary and grammar of the Kongo language, as spoken at San Salvador, the ancient capital of the old Kongo empire, West Africa. Appendix. London Baptist Missionary Society. مؤرشف من الأصل في 2022-04-17. اطلع عليه بتاريخ 2013-05-23.
- Congo kiKongo Bible : Genesis. Westlind UBS. 1992. مؤرشف من الأصل في 2022-06-26. اطلع عليه بتاريخ 2013-05-23.
- موارد OLAC بلغة Koongo وحولها

### مواد تعليمية للكونغو
- Cours de KIKONGO (1955) (الفرنسية واللغة الكونغولية) par Léon DEREAU. Maison d'éditions AD. وسمايل شارلير، نامور؛ 117 صفحة.
- Leçons de Kikongo par des Bakongo (1964) Eengenhoven - Louvain. Grammaire et Vocabulaire. 62 صفحة.
- KIKONGO ، مفاهيم نحوية، Vocabulaire Français - Kikongo - Néerlandais - لاتينية (1960) par A. Coene ، Imprimerie Mission Catholique Tumba. 102 صفحة.
- (1957) par Léon DEREAU، d'après le dictionnaire de KE LAMAN. Maison d'éditions AD. وسمايل شارلير، نامور. 60 صفحة.
- كارتر، هازل وجواو ماكونديكوا. c1987. دورة لغة كونغو: دورة في لهجة Zoombo ، شمال أنغولا = Maloòngi makíkoongo . ماديسون، ويسكونسن: برنامج الدراسات الأفريقية، جامعة ويسكونسن - ماديسون.
- Grammaire du Kiyombe par RPL DE CLERCQ. إصدار Goemaere - Bruxelles - Kinshasa. 47 صفحة
- Nkutama a Mvila za Makanda، Imprimerie Mission Catholique Tumba ، (1934) par J. CUVELIER، Vic. Apostlique de Matadi. 56 صفحة (L'auteur est en réalité Mwene Petelo BOKA، Catechiste redemptoriste à Vungu، Originaire de Kionzo.)